# Vørðufelli
Vørðufelli er et fjeld ovenfor bygden Sørvágur på Vágar i Færøerne. Det højeste punkt ligger 248 moh..
Den sidste del af navnet - felli - er færøsk for lillefjeld. Vørða er en betegnelse, man anvender ved fuglefangst. En Vørða består af fem lunder, og da Vørðufelli er det femte fjeld på nordsiden af Sørvágsfjørður forklarer det, hvordan fjeldet fik sit navn.